# The Namibian
The Namibian ist eine Tageszeitung in Namibia. Die Redaktion hat ihren Sitz in der Hauptstadt Windhoek. Die Zeitung ist mit einer Auflage von 40.000 Exemplaren (Stand 2015) die größte Tageszeitung Namibias. Die Grundrichtung der Zeitung gilt als links und ist vor allem gegenüber der derzeitigen Regierung sehr kritisch.
Der Slogan ist „Still telling it like it is!“, „Sagt noch immer, was Sache ist!“
Nach mehr als 25 Jahren hat Chefredakteurin Gwen Lister im März 2011 den Posten an Tangeni Amupadhi abgegeben.
Der Namibian wird seit Februar 2015 in der eigenen Druckerei WordPress Namibia gedruckt.

## Geschichte

### Bis zur Unabhängigkeit Namibias 1990
Der Namibian wurde 1985 von Gwen Lister und Hannes Smith gegründet, nachdem der Windhoek Observer, bei dem beide zuvor gearbeitet hatten, 1984 von der Medienkommission in Pretoria verboten wurde. Er erschien zunächst als eine Wochenzeitung, die durch Spenden finanziert wurde. Vorrangige Ziele der Zeitung waren die Emanzipation des damaligen South West Africa/Namibia gegenüber Südafrika, die Aufdeckung von Unrecht durch die Apartheidsregierung, und die Berichterstattung von Unabhängigkeitsbestrebungen in anderen Ländern Afrikas.
Der Namibian galt zu dieser Zeit als linke, den afrikanischen Unabhängigkeitsbewegungen und der SWAPO nahestehende Zeitung, wobei Letzteres von der Chefredakteurin Lister heute bestritten wird. Der Name war sowohl Provokation als auch Programm, wurde doch einem künftigen unabhängigen Staat Namibia (der erst 5 Jahre später entstehen sollte) vom völkerrechtlich inakzeptabel gewordenen Verwalter, Südafrika, das uneingeschränkte Existenzrecht über lange Zeit abgesprochen. Weiße Geschäftsleute boykottierten das Blatt.
1988 wurde auf die Büros des Namibian ein Brand- und Tränengasanschlag verübt. Die „Wit Wolwe“ (afrikaans für: Weiße Wölfe), eine rechtsradikale und rassistische Terrororganisation, bekannte sich zu dem Anschlag.

### Seit 1990
1990 wurde Namibia unabhängig. Lister prägte seitdem die neue Rolle des Namibian als Beobachter und Kritiker der Regierung, vor allem der jetzt mit absoluter Mehrheit regierenden SWAPO-Partei. Dies führte nach mehreren verbalen Drohungen gegenüber ihrer Zeitung 2001 zu einem Anzeigenboykott durch die Regierung, der ein Jahr später durch ein Verbot erweitert wurde, Ausgaben des Namibian mit öffentlichen Geldern zu kaufen. Beide Verbote sind bis heute in Kraft, trotz seiner Rolle als auflagenstärkste namibische Tageszeitung.
Im Jahre 2001, zum 15-jährigen Bestehen der Zeitung lobte UN-Generalsekretär Kofi Annan die Zeitung als wichtigen Faktor für die Pressefreiheit und die politische Stabilisierung des Landes Namibia.
Seit 2008 ist The Namibian erneut harscher Regierungskritik ausgesetzt, die sich vor allem auf eine täglich erscheinende SMS-Kommentarseite bezieht. In Namibia ist das Postsystem langsam und lückenhaft, der Mobiltelefonsektor jedoch gut ausgebaut. Dadurch können erheblich mehr Leser Textnachrichten elektronisch versenden, als Briefe schreiben. Die SMS-Leserseite enthält daher, auch wegen der immanenten Anonymität solcher Nachrichten, breiter gefächerte und deutlichere Kritik als die Leserbriefsektion, und der größte Anteil der Kritik richtet sich an die Regierung und die mit absoluter Mehrheit regierende SWAPO, die derzeit (2009) ein Verbot dieser SMS-Seiten diskutiert.